# Noll (montagne)
Pour les articles homonymes, voir Noll.
Le Noll est un sommet du massif des Vosges situé en France, dans le département du Bas-Rhin, s'élevant à 991 mètres d'altitude. Il se trouve sur la commune de Lutzelhouse.
Ce sommet est une ancienne chaume.